# 2.º Prêmio Capes de Tese (2007)
O 2º Prêmio Capes de Tese foi um evento organizado em 2007 pela Coordenação de Aperfeiçoamento de Pessoal de Nível Superior (CAPES) com o propósito de premiar as melhores teses de doutorado, de diferentes campos científicos, que foram defendidas no ano de 2006 em instituições de ensino superior brasileiras.
Nesta edição, foram inscritas 417 teses de doutorado de todo o Brasil. O processo seletivo das teses envolveu o trabalho coordenado de 51 comissões e de 207 consultores de diversas instituições de ensino superior espalhadas pelo país.

## Homenageados no Grande Prêmio de Tese
Entre os anos de 2006 a 2008, o Prêmio Capes de Tese possuía três categorias que eram nomeadas com nomes de cientistas brasileiros que se notabilizaram. Esta foi a antepenúltima edição em que a CAPES homenageou cientistas dando nome às premiações que formavam o Grande Prêmio de Tese relativo àquele ano.
Os cientistas homenageados foram os seguintes:
- Lobo Carneiro (representando a área de Engenharia, Ciências Exatas e da Terra);
- Johanna Döbereiner (representando a área de Ciências Biológicas, Ciências da Saúde e Ciências Agrárias);
- Celso Furtado (representando a área de Ciências Humanas, Letras e Artes).

## Vencedores
Na edição de 2007 que avaliou as teses de doutorado defendidas em 2006, os vencedores do Grande Prêmio foram as seguintes:
|                             | Prêmio da categoria | Tese | Autor(a)                 | Orientador(a)                         | Universidade | Acesso à tese | Ref.  |
| Grande Prêmio Capes de Tese | Lobo Carneiro       | Métodos de Langrangiano aumentado com convergência utilizando a condição de dependência linear positiva constante                                                      | Maria Laura Schuverdt    | José Mário Martinez, Roberto Andreani | UNICAMP      |               |       |
| Grande Prêmio Capes de Tese | Johanna Döbereiner  | Isolamento, identificação, síntese e avaliação de campo do feromônio sexual do minador-dos-citrus, Phyllocnistis citrella Stainton, 1956 (Lepidoptera: Gracillariidae) | Ana Lia Parra-Pedrazzoli | Evaldo Ferreira Vilela                | USP          |               |       |
| Grande Prêmio Capes de Tese | Celso Furtado       | Envelhecimento do trabalhador no tempo do capital: problemática social e as tendências das formas de proteção social na sociedade brasileira contemporânea             | Solange Maria Teixeira   | Marina Maciel Abreu                   | UFMA         |               | [ 4 ] |

Esta foi a primeira edição em que uma estrangeira (a matemática argentina Maria Laura Schuverdt) obteve o prêmio.
Além das três categorias que compunham o Grande Prêmio de Tese, houve vencedores em diversas categorias que correspondem às áreas de conhecimento estabelecidas pela CAPES e premiados com menções honrosas.